# Pulpito di Santa Maria Novella
Il Pulpito di Santa Maria Novella è un'opera scultorea che si trova nella basilica omonima, addossato al secondo pilastro della navata centrale, nel primo settore della navata.

## Storia e descrizione
Il pulpito venne commissionato dalla famiglia Rucellai, disegnato da Filippo Brunelleschi, eseguito da Giovanni di Pietro del Ticcia e scolpito sui quattro pannelli a bassorilievo dal figlio adottivo del Brunelleschi, Andrea Cavalcanti detto "il Buggiano". L'ornamentazione fu affidata a Giuliano di Nofri e Bartolo di Antonio. Il tutto fu realizzato tra il 1443 e il 1448.
I quattro pannelli decorati a bassorilievo  raffigurano Storie di Maria, precisamente l'Annunciazione, l'Adorazione del Bambino, la Presentazione al Tempio e l'Assunzione della Madonna. I bassorilievi furono lumeggiati d'oro solo nel XVIII secolo.
Il pulpito ha anche un'importanza storica: da qui il frate domenicano Tommaso Caccini lanciò il primo attacco contro le scoperte di Galileo Galilei, il 21 dicembre 1614.